# Oricourt
Oricourt ist eine Gemeinde im französischen Département Haute-Saône in der Region Bourgogne-Franche-Comté.

## Geographie
Oricourt liegt auf einer Höhe von 344 m über dem Meeresspiegel, sechs Kilometer nordwestlich von Villersexel und etwa 18 Kilometer ostsüdöstlich der Stadt Vesoul (Luftlinie). Das Dorf erstreckt sich im zentralen Teil des Departements, auf einer Höhe westlich des Mont, östlich des Tals des Lauzin.
Die Fläche des 3,65 km² großen Gemeindegebiets umfasst einen Abschnitt in der gewellten Landschaft zwischen dem Becken von Vesoul im Westen und dem Flusstal des Ognon im Osten. Der zentrale Teil des Gebietes wird von der Höhe von Oricourt eingenommen. Sie wird im Westen und Süden vom Tal des Lauzin, im Norden vom Tälchen des Ruisseau du Pré de la Croix begrenzt. Nach Osten steigt das Gelände zur breiten, überwiegend bewaldeten Kuppe des Mont an, auf dem mit 393 m die höchste Erhebung von Oricourt erreicht wird. Nördlich des Ruisseau du Pré de la Croix befindet sich der Bois Dame. Das Gemeindeareal erstreckt sich bis zum Südhang des Mont Gédry. In geologisch-tektonischer Hinsicht besteht das Gelände zur Hauptsache aus einer widerstandsfähigen Kalkschicht der mittleren Jurazeit.
Nachbargemeinden von Oricourt sind Montjustin-et-Velotte und Arpenans im Norden, Aillevans im Osten sowie Oppenans im Süden und Westen.

## Geschichte
Oricourt wird bereits im 12. Jahrhundert urkundlich erwähnt. Im Mittelalter gehörte das Dorf zur Freigrafschaft Burgund und darin zum Gebiet des Bailliage d’Amont. Es bildete den Mittelpunkt einer Herrschaft und entwickelte sich zu einer kleinen Burgsiedlung. Zusammen mit der Franche-Comté gelangte das Dorf mit dem Frieden von Nimwegen 1678 definitiv an Frankreich. Im Jahr 1807 wurde Oricourt nach Aillevans eingemeindet. Bereits 1819 erhielt es jedoch seine Gemeindeautonomie wieder zurück. Heute ist Oricourt Mitglied des 30 Ortschaften umfassenden Gemeindeverbandes Communauté de communes du Pays de Villersexel.

## Sehenswürdigkeiten

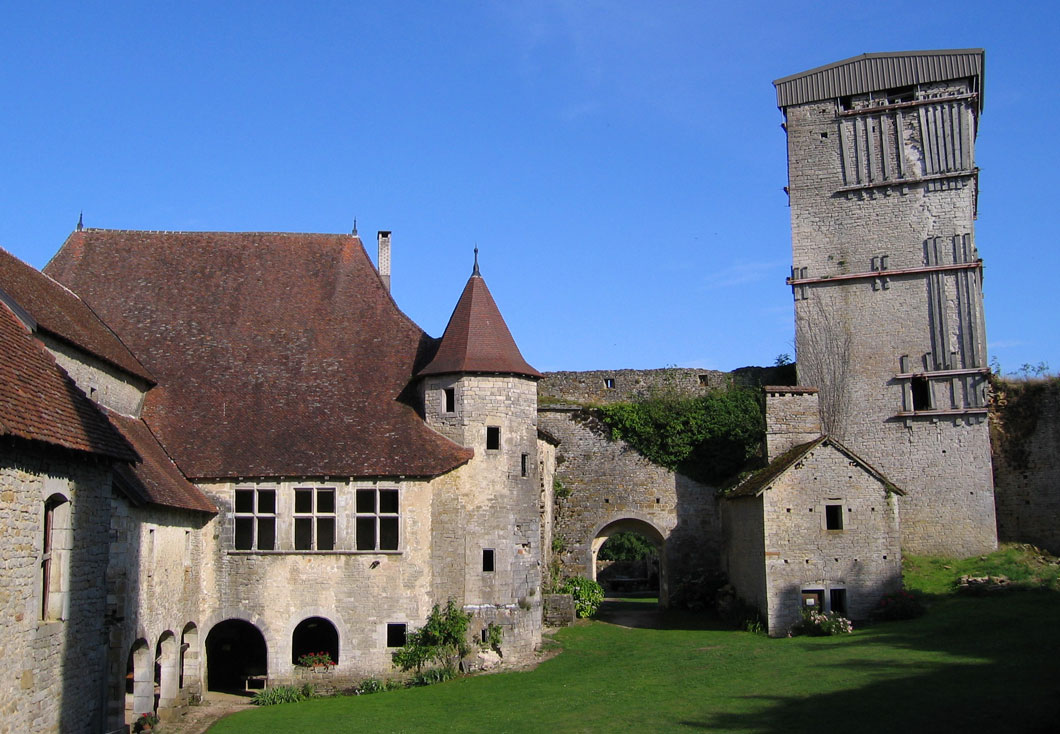
Burganlage Oricourt

Die mittelalterliche Burg Oricourt stammt ursprünglich aus dem 12. Jahrhundert. Sie zählt zu den am besten erhaltenen Zeugnissen der mittelalterlichen Militärarchitektur in der Franche-Comté. Die Burg wird von einer doppelten Festungsmauer umgeben, zu der zwei 25 m hohe viereckige Türme gehören. Gegen das Plateau von Oricourt hin wird sie von einem 10 m tiefen Graben geschützt. Die Wohngebäude stammen aus dem 15. und 18. Jahrhundert. Etwas abseits steht das als Rundturm erbaute Taubenhaus. Die gesamte Anlage wird seit 1969 restauriert und ist seit 1984 als Monument historique klassiert.
Der Ortskern von Oricourt ist geprägt durch verschiedene Bauernhäuser aus dem 16. bis 18. Jahrhundert, die den traditionellen Stil der Haute-Saône zeigen. Drei große Brunnen stammen aus dem 19. Jahrhundert.

## Bevölkerung
| Jahr                       | 1962 | 1968 | 1975 | 1982 | 1990 | 1999 | 2006 |
| Einwohner                  | 38   | 43   | 29   | 26   | 28   | 28   | 31   |
| Quellen: Cassini und INSEE |      |      |      |      |      |      |      |

Mit 34 Einwohnern (1. Januar 2022) gehört Oricourt zu den kleinsten Gemeinden des Département Haute-Saône. Nachdem die Einwohnerzahl in der ersten Hälfte des 20. Jahrhunderts deutlich abgenommen hatte (1881 wurden noch 140 Personen gezählt), wurden seit Mitte der 1970er Jahre nur noch geringe Schwankungen verzeichnet.

## Wirtschaft und Infrastruktur
Oricourt ist noch heute ein vorwiegend durch die Landwirtschaft (Ackerbau, Obstbau und Viehzucht) geprägtes Dorf. Als Touristenattraktion generiert die Burg Oricourt wichtige Einnahmen. Einige Erwerbstätige sind auch Wegpendler, die in den größeren Ortschaften der Umgebung und in der Agglomeration Vesoul ihrer Arbeit nachgehen.
Die Ortschaft liegt abseits der größeren Durchgangsachsen. Erreichbar ist Oricourt von Aillevans und von Oppenans.